# Boa Vista do Tupim
Boa Vista do Tupim é um município brasileiro do estado da Bahia. Sua população estimada em 2004 era de 19.048 habitantes.

## História
O território da Chapada Diamantina que hoje compõe a atual área de Boa Vista do Tupim e municípios próximos era habitada por índios da tribo Maracás que foram expulsos de seu território por volta do século XVII, quando foi iniciada a penetração bandeirante na região, em busca de ouro. A partir daí, teve início a concessão das primeiras sesmarias e a abertura de caminhos para a Serra do Orobó, onde se iniciava a exploração aurífera. Com essas penetrações, foram-se formando os primeiros núcleos populacionais na Chapada.
Conta-se que no final do século XIX, um casal de posseiros – Berto e Bibiana –, de origem banta, adquiriu a Fazenda Peixe, vendida em 1918 a Juvino Amaral, que aceitou a permanência do casal na fazenda. Contudo, posteriormente, o mesmo Juvino Amaral teria expulsado esse casal  juntamente com os outros parentes. Após a expulsão, Berto comprou a área conhecida como  Tamburi, onde posteriormente se estabeleceu na Rua 13 de Maio (bairro dos artistas). A casa sede da Fazenda Peixe  ficava onde hoje é o prédio da prefeitura.
O distrito foi criado com a denominação de Boa Vista, pela Lei municipal nº 47, de 4 de outubro de 1920, aprovada pela Lei estadual nº 1.470, de 16 de maio de 1921, subordinado ao município de Itaberaba.
Pelo Decreto-Lei estadual nº 141, de 31 de dezembro de 1948, confirmado pelo Decreto-Lei estadual nº 12.978, de 1º de abril de 1944, o distrito de Boa Vista tomou o nome de Boa Vista do Tupim, permanecendo no município de Itaberaba. Foi elevado à categoria de município com a denominação de Boa Vista do Tupim, pela Lei estadual nº 1.729, de 19 de julho de 1962, desmembrado de Itaberaba. Era constituído por dois distritos: Boa Vista do Tupim (sede) e Brejo Novo. Foi instalado em 7 de abril de 1963, com a posse dos primeiros vereadores eleitos, e tendo como primeiro prefeito eleito, pelo voto direto, o coletor estadual Sr. Oscar Luiz Pires da Costa.

## Geografia
Boa Vista do Tupim está localizado no Piemonte Oriental da Chapada Diamantina. Sua área é de 2.629,822 km². O município limita-se com os municípios de Iaçu, Ibiquera, Lajedinho, Itaberaba, Itaetê, Ruy Barbosa, Marcionílio Souza e Andaraí.

### Atuais autoridades municipais de Boa Vista do Tupim
- Prefeito: Helder Lopes Campos "Dinho" - PSDB (2021-)[6]
- Vice-prefeito: Sávio Bulcão dos Santos "Savinho" - UNIÃO (2021-)[6]
- Presidente da Câmara: João Itajair Alves de Aragão "Tal Aragão" - UNIÃO (2023-)[6][7]